# Bickenhall
Bickenhall – osada w Anglii, w hrabstwie Somerset, w dystrykcie (unitary authority) Somerset. Leży 63 km na południowy zachód od miasta Bristol i 211 km na zachód od Londynu. W 2002 miejscowość liczyła 122 mieszkańców.